# Kurzumtriebsplantage

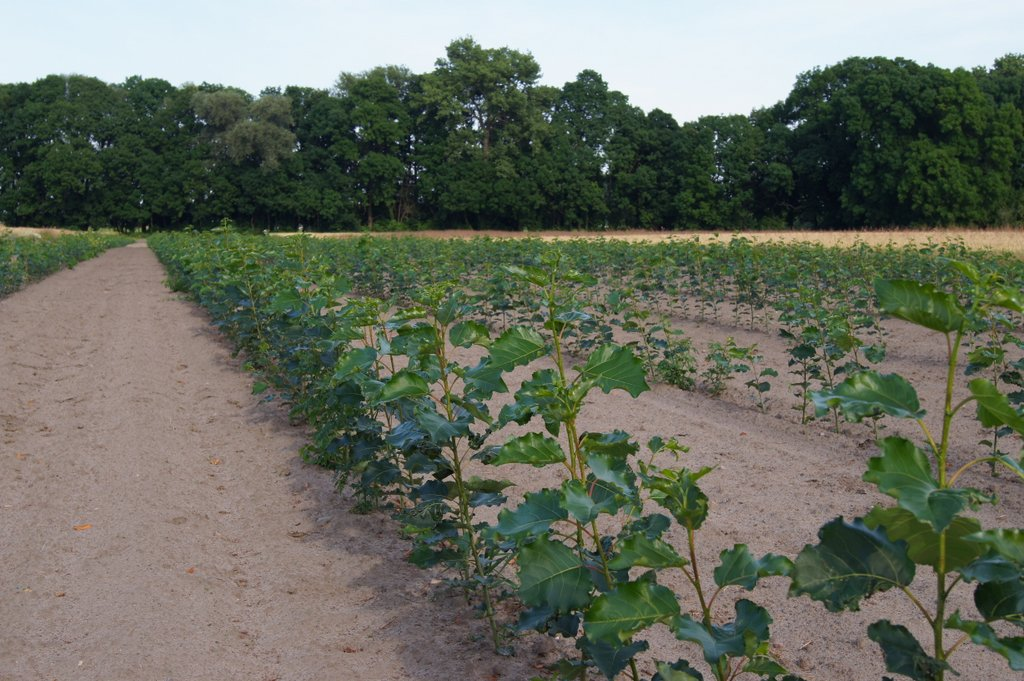
2 Monate alte Pappelplantage

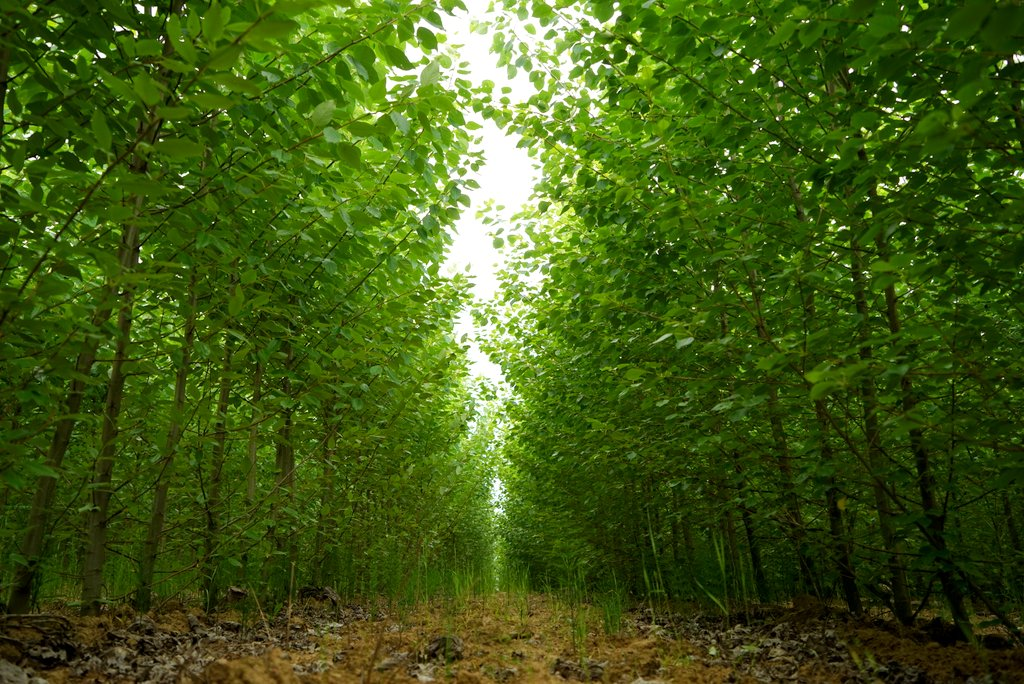
2 Jahre alte Pappelplantage

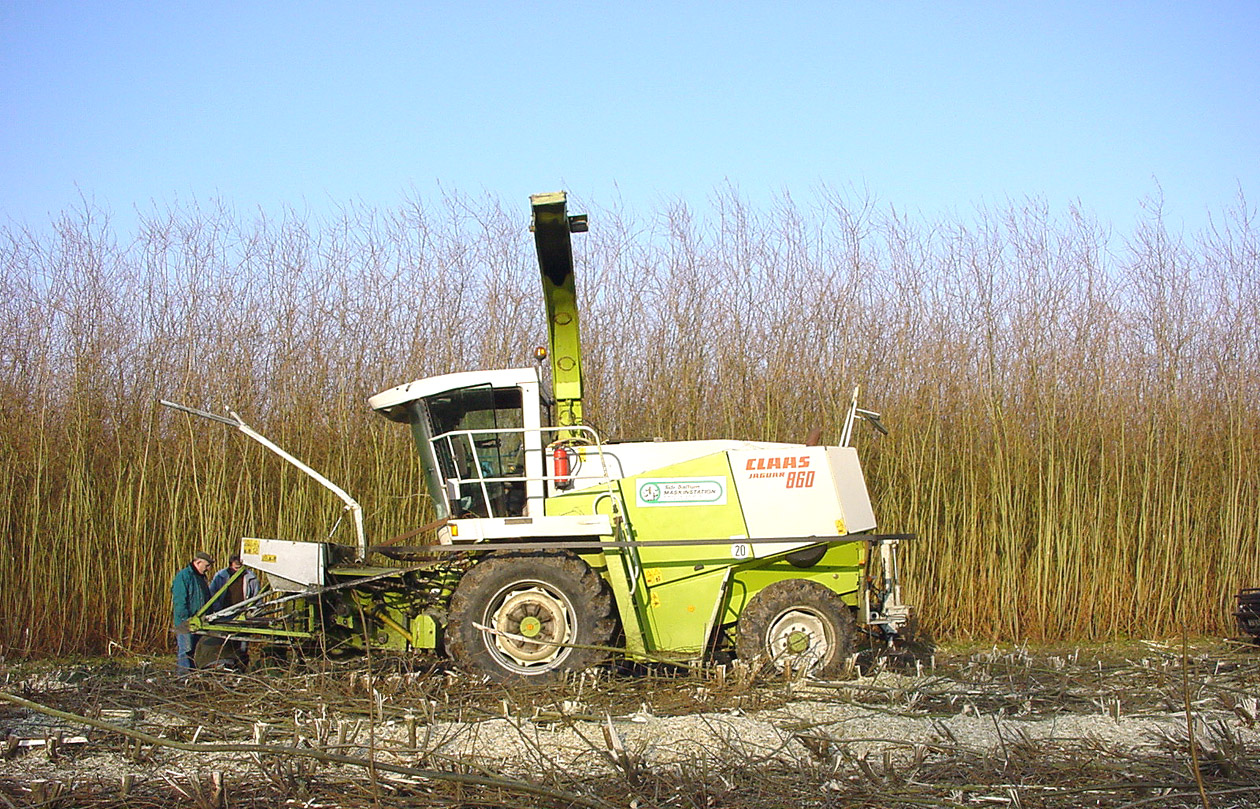
Ernte einer Weidenplantage

Eine Kurzumtriebsplantage (KUP, Schnellwuchsplantage, Niederwald mit Kurzumtrieb) ist eine Anpflanzung schnell wachsender Bäume mit dem Ziel, innerhalb kurzer Umtriebszeiten Holz-Hackschnitzel als nachwachsenden Rohstoff zu produzieren (Agrarholz). Geschieht dies ausschließlich für die Energieerzeugung, wird auch von Energieholzplantage oder Energiewald gesprochen. Kurzumtriebsplantagen sind landwirtschaftliche Kulturen und kein Wald im Sinne des Bundeswaldgesetzes. In Deutschland dürfen Kurzumtriebsplantagen nur auf Ackerland angebaut werden. Eine Umwandlung von Wald zu Kurzumtriebsplantagen ist gesetzlich ausgeschlossen.

## Baumarten

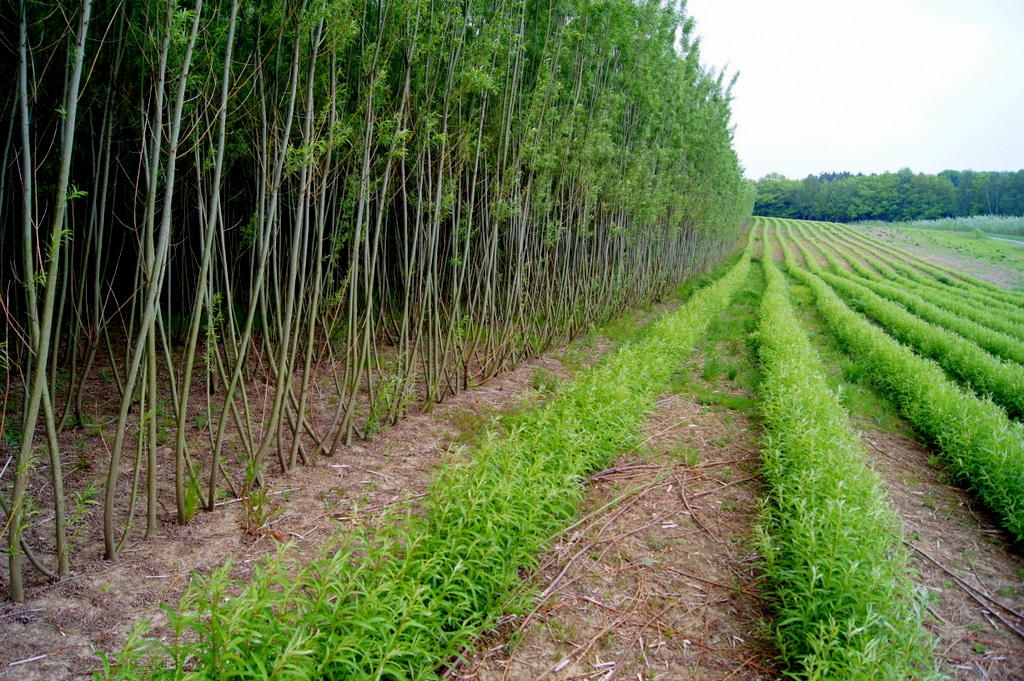
Stockausschlag einer im Winter beernteten Weidenplantage (rechts), links daneben 3-jährige Weidenplantage

In einer Kurzumtriebsplantage werden schnellwachsende und stockausschlagsfähige Baumarten, vor allem Pappeln (Gattung Populus) oder Weiden (Gattung Salix) eingesetzt. Die Forschung und Züchtung konzentriert sich dabei auf Baumarten, die für gemäßigtes Klima geeignet sind.
Unter den Pappeln sind vor allem die Balsampappeln wie die Westliche Balsam-Pappel und Populus maximowiczii sowie deren Hybride und Kreuzungen zwischen Balsam- und Schwarzpappeln geeignet. Diese zeichnen sich gegenüber reinen Schwarzpappeln und anderen Baumarten dadurch aus, dass sie besonders schnell wachsen, nicht allzu viel Licht brauchen und ein dichtes Wurzelwerk bilden. Weitere Ziele bei Kombinationszüchtungen von Pappeln sind die Erhöhung der Biomasseproduktion, Verbesserung der Schädlingsresistenz, Akzeptanz höherer Pflanzungsdichte, hoher Stockausschlag und schnelles Wachstum in den ersten Entwicklungsjahren, um die Ernteintervalle zu verkürzen. Auch die Brennstoffqualität des Holzes wird durch Züchtungen beeinflusst, indem Formen mit hoher Effizienz der Nährstoffnutzung und hohem, aber nährstoffarmem Stammanteil selektiert werden.
Unter den Weiden sind vor allem die Korb-Weide, die Kübler- oder Kätzchen-Weide (Salix × smithiana) und die Filzast-Weide bedeutsam. Die Stecklinge dieser Arten wachsen sicher an und neigen zu mehrtriebigem Austrieb bzw. zur Verbuschung. Baumarten, deren Eignung für Kurzumtriebsplantagen diskutiert wird, aber noch wenig erforscht ist, sind die Robinie, die Schwarz-Erle und die Hänge-Birke.

## Geschichte und wirtschaftliche Situation
Einen historischen Vorläufer hat die Kurzumtriebsplantage im Niederwald, in dem Bäume in regelmäßigen Abständen u. a. zur Erzeugung von Feuerholz auf den Stock gesetzt wurden.
Der Anbau von schnell wachsenden Baumarten für die stoffliche Nutzung zur Herstellung von Holzwerkstoffen wird in einigen europäischen Ländern bereits seit vielen Jahren erfolgreich praktiziert. In Deutschland sind Holzfelder allerdings seit den 1970er Jahren nicht über das Versuchsanbaustadium hinausgekommen, obwohl bereits 1974 in Hessen das erste Forschungszentrum für schnell wachsende Baumarten gegründet wurde. Dies ist einerseits auf einen bislang nur begrenzt vorhandenen Absatzmarkt für das Endprodukt Holzhackschnitzel zurückzuführen. Andererseits war über Jahre hinweg Heizöl der wirtschaftlichste Brennstoff zur Wärmeversorgung. Im Zuge gestiegener Preise für fossile Energieträger ändert sich diese Situation jedoch. Heute werden Kurzumtriebsplantagen überwiegend zur energetischen Nutzung angebaut.
Seit etwa 1990 werden z. B. Weidenklone in großen Plantagen gezüchtet. In Schweden bestehen langjährige Erfahrungen mit dem Anbau von Weiden im Kurzumtrieb. Bereits 1999 wurden dort 16.000 Hektar kultiviert, im Wirtschaftsjahr 2005/2006 waren dort etwa 15.000 Hektar Holzfelder in Bewirtschaftung. Der Ertrag konnte bei den neueren Sorten im Vergleich zu den ersten Holzfeldern massiv gesteigert werden und liegt derzeit bei einem jährlichen Zuwachs von 8 bis 12 Tonnen Trockenmasse (atro) pro Hektar. In Deutschland wurden im Jahr 2014 gemäß InVeKoS 5.968,5 ha Kurzumtriebsplantagen angebaut.
Kurzumtriebsplantagen sind im Bereich der landwirtschaftlichen Produktion ein sehr arbeitsextensives Anbauverfahren. Den überwiegenden Teil der Arbeiten können die Land- oder Forstwirte mit ihren eigenen Maschinen durchführen. Lediglich für die Pflanzung und die Ernte werden Spezialmaschinen benötigt, die in der Regel von Dienstleistern zur Verfügung gestellt werden.

## Nutzung
Bei der Kurzumtriebsplantage werden sogenannte Stecklinge, d. h. Abschnitte von einjährigen, gut entwickelten Trieben, in Reihen angepflanzt und je nach Art und Klima alle 3 bis 10 Jahre maschinell oder motormanuell geerntet. Der im Boden verbleibende Wurzelstock hat die Fähigkeit zum Stockausschlag, und so erfolgt nach der Ernte ein erneuter Austrieb der Bäume, ohne dass sie neu angepflanzt werden müssen. Unter guten Bedingungen können Kurzumtriebsplantagen im Schnitt etwa 10 Tonnen Trockensubstanz je Jahr und Hektar produzieren, unter sehr guten Bedingungen auch das Doppelte. Nach circa 20 Jahren lässt die Produktionskraft der Pflanzen nach, und die Fläche sollte bei weiterer Nutzung neu angelegt werden.

### Anbau

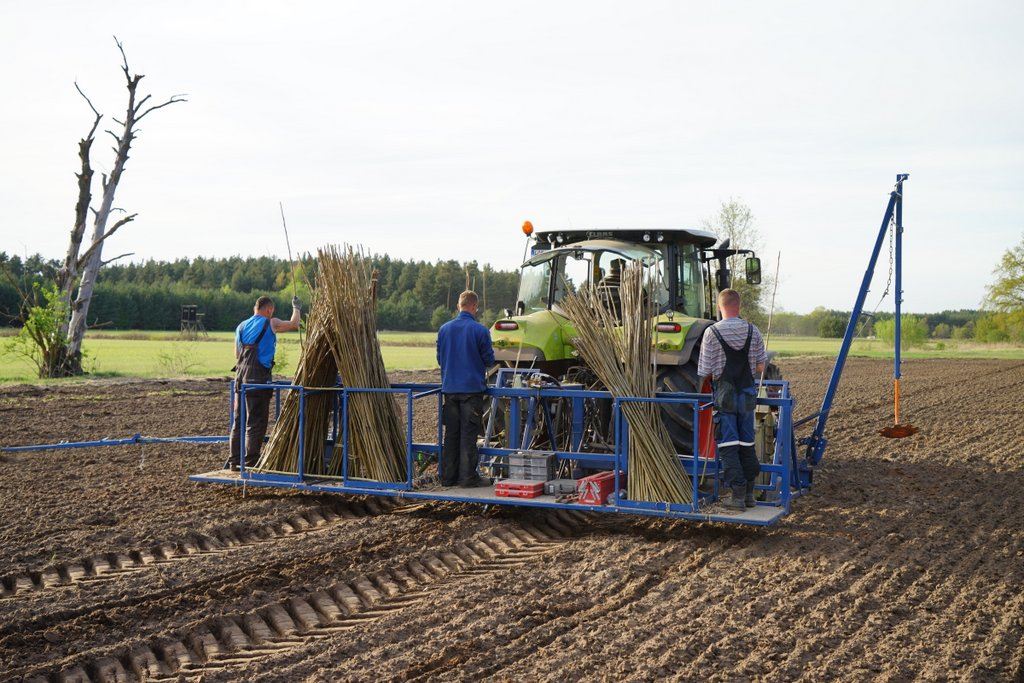
Pflanzung einer Kurzumtriebsplantage mit dem „Step-Planter“, die Ruten werden in der Maschine in 20 cm lange Stücke geschnitten und in den Boden gedrückt

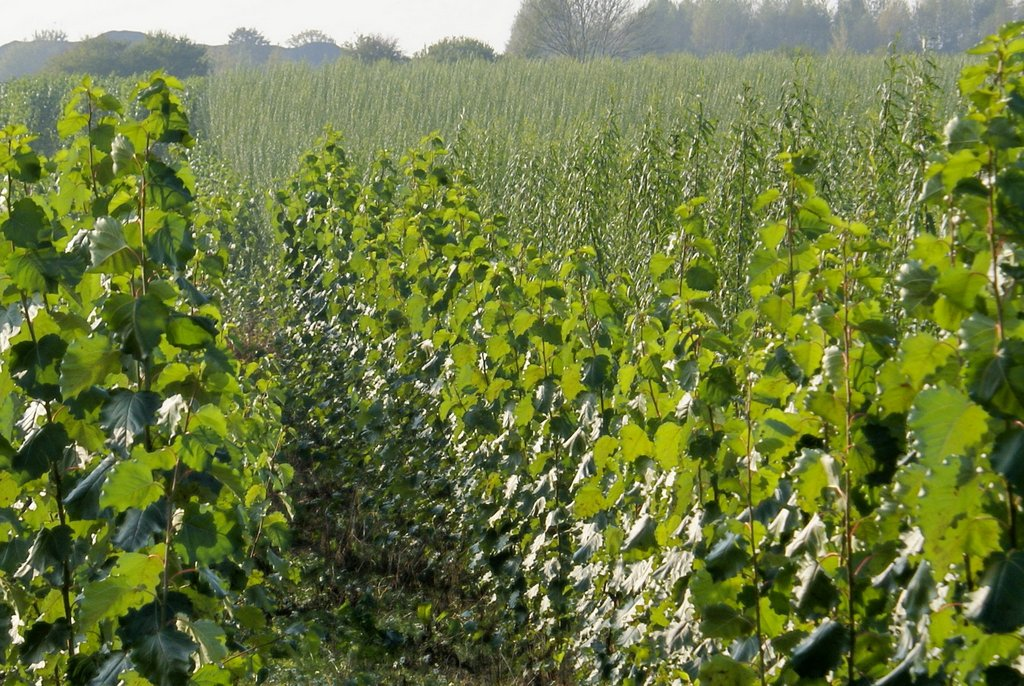
6 Monate alte Pappel- (vorne) und Weidenplantage (hinten rechts)

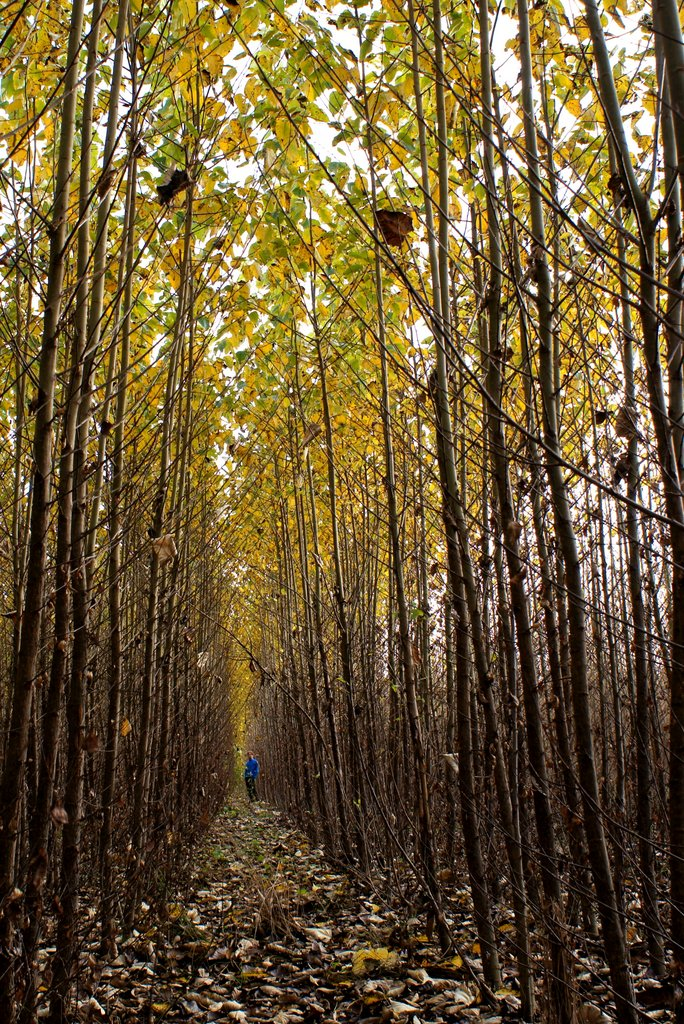
4 Jahre alte Pappelplantage (Sorte: Hybride 275)

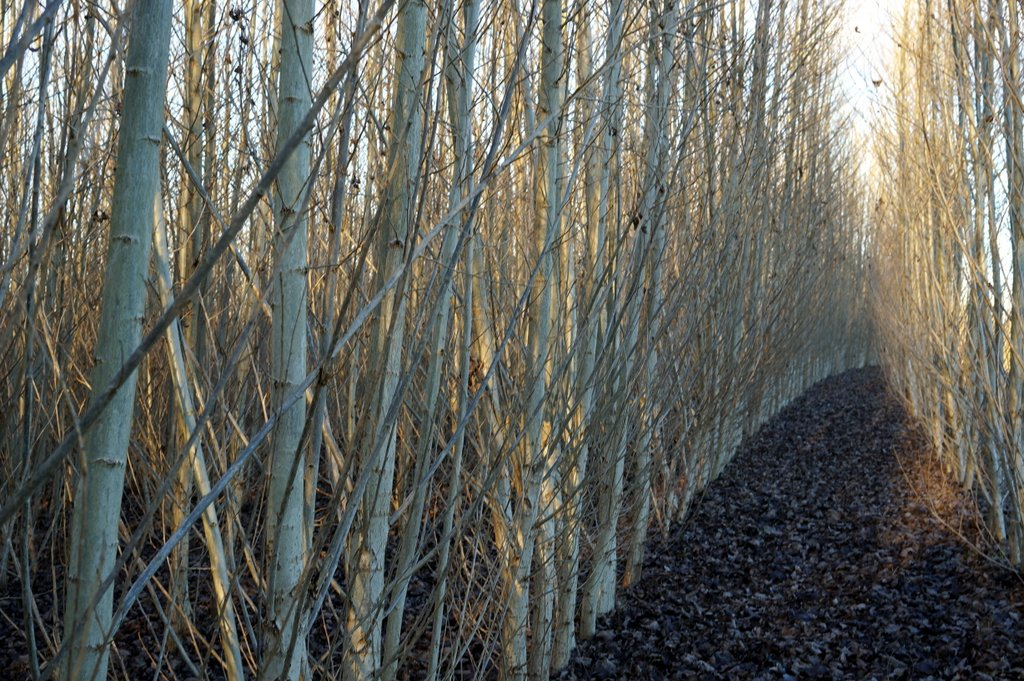
4 Jahre alte Pappelplantage (Sorte: Max)

Bei der Anlage von Kurzumtriebsplantagen wird eine tief lockernde Bodenbearbeitung unbedingt empfohlen, z. B. durch mind. 25 cm tiefes Pflügen. Hierdurch werden ein schnelles Wurzelwachstum und hohe Holz-Zuwachsraten ermöglicht. Ein guter Etablierungserfolg mit Wuchshöhen von über 1,5 m in der ersten Vegetationsperiode stellt sich meist nur dann ein, wenn neben der gewissenhaften Bodenvorbereitung die Kultur in der ersten Vegetationsperiode weitgehend frei von Unkraut gehalten wird. Dies kann in der Regel durch den Einsatz von Vorauflaufherbiziden direkt nach der Pflanzung sowie mindestens einem mechanischen Pflegedurchgang gewährleistet werden. Eine gute Kulturpflege im ersten Wuchsjahr verbessert die Konkurrenzsituation der Energiepflanzen sowie die Überlebensrate und das Ertragspotential signifikant. Zum Ende der zweiten Vegetationsperiode wird der Bestandsschluss bereits auf den meisten Standorten erreicht, falls die Kultur in den ersten beiden Jahren unkrautfrei gehalten wurde.
In der Regel werden Kurzumtriebsplantagen im Frühjahr (Ende März bis Anfang Juni) angelegt. Als Pflanzmaterial dienen entweder vorproduzierte 20–35 cm lange Stecklinge, die maschinell oder von Hand gepflanzt werden, oder ca. 2,50 Meter lange Ruten, die während des Pflanzvorgangs in speziellen Pflanzmaschinen in etwa 20 Zentimeter lange Stecklinge geschnitten werden. Bei der Pflanzung ist darauf zu achten, dass die Stecklinge möglichst senkrecht mit gutem Bodenschluss in den Boden eingebracht werden. Als Faustregel gilt: umso schwieriger der Standort, desto länger sollte der Steckling sein. Kurze Stecklinge werden ebenerdig gepflanzt, längere Stecklinge (ab 30 cm) können zu ca. 1/3 aus dem Boden ragen. Auf sehr schwierigen Standorten ist das Setzen von Pflanzruten mit > 100 cm Länge zu empfehlen, da diese deutlich robuster gegenüber Unkraut sowie leichter zu pflegen sind. Aus Kostengründen empfiehlt sich der Anbau von Pflanzruten jedoch nur für einen längeren Umtrieb in Stückzahlen von 2.000 – 3.500 pro Hektar. Pflanzruten werden mindestens 50 cm tief gepflanzt.
Der Anbau von Kurzumtriebsplantagen aus Samen wird nicht durchgeführt, da die Samen von Pappeln und Weiden nicht lagerfähig und häufig bereits nach ein paar Wochen nicht mehr keimfähig sind. Eine deutlich teurere Alternative zu den Stecklingen, die durch ertragsreiche Mutterpflanzen gewonnen werden, ist die Nutzung der Gewebekulturvermehrung. Diese ist zurzeit jedoch nicht rentabel und wird entsprechend nur in der Forschung eingesetzt.
Kurzumtriebsplantagen werden in aller Regel mit speziellen Pflanzmaschinen angelegt. Alle führenden Anbieter von Pflanzmaterial bieten auch die Pflanzleistung an. Der Pflanzverband richtet sich nach der Baumart, dem geplanten Produkt (Energie- oder Industrieholz) und den Spurweiten der einzusetzenden Maschinen. Pappel-Energieholz wird in Deutschland weitestgehend als Einzelreihe mit einem Reihenabstand von 2,0–2,4 m sowie einem Abstand zwischen den Pflanzen in der Reihe von 0,4–0,5 m angebaut. Daraus ergibt sich eine Pflanzenzahl von rund 10.000 Stück pro ha.
Für die Erzeugung von Pappel-Industrieholz oder Energieholz mit geringem Rindenanteil mit mittleren bis langen Umtrieb wird ein Pflanzlayout von 2,0–2,4 m Reihenabstand und ein Abstand innerhalb der Reihe von 1,2–2,0 m empfohlen. Dies entspricht einer Pflanzdichte von 2.000 – 5.000 Stück pro ha.
Weiden-Energieholz wird entweder ebenfalls in Einzelreihe oder als Doppelreihen kultiviert. Die Einzelreihe ermöglicht eine einfachere Plantagenpflege und eine größere Flexibilität bei der Ernte, die Doppelreihe hat den Vorteil, dass die Pflanzen etwas gleichmäßiger auf der Fläche verteilt werden. Doppelreihen werden mit 70 bis 75 cm Abstand gepflanzt, welche von der Erntemaschine (Feldhäcksler) in einem Durchgang erfasst werden können. Zwischen den Doppelreihen muss ausreichend Abstand für die Räder der Erntemaschine vorhanden sein. Dieser beträgt ca. 1,8 m. Der Abstand der Pflanzen in der Reihe beträgt typischerweise 55–60 cm bei der Weiden-Doppelreihe und ca. 35 cm bei der Weiden-Einzelreihe. Entsprechend werden bei Weide Pflanzdichten von 13.500 Pflanzen pro Hektar angestrebt.

### Pflanzenschutz

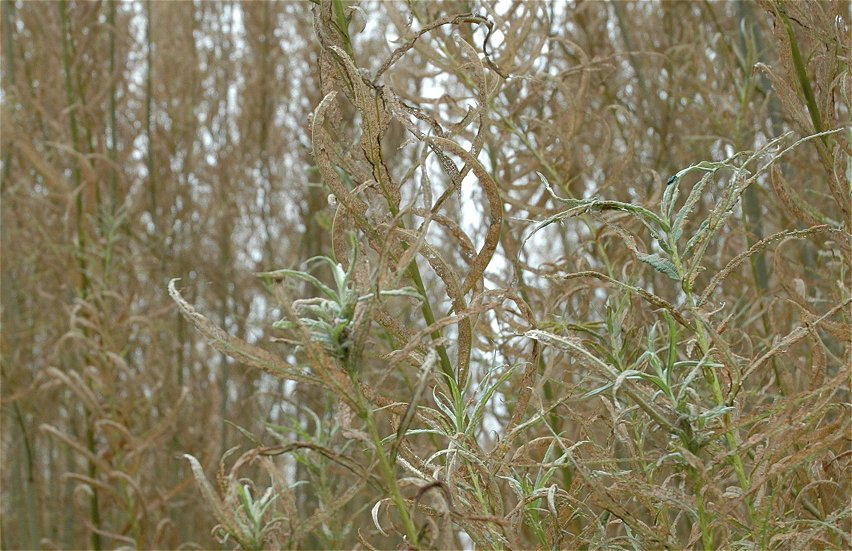
Schäden in einer Weidenplantage durch den Blauen Weidenblattkäfer (Phratora vulgatissima)

In Kurzumtriebsplantagen treten die gleichen Probleme wie in Forstkulturen auf. Neben allgemeinen Gefahren spielen vor allem auf einzelne Arten spezialisierte Schädlinge eine gewisse Rolle.
Problematisch beim Anbau von Kurzumtriebsplantagen ist die geringe genetische Variabilität der Pflanzen, die aus der vegetativen Vermehrung der Stecklinge resultiert, sowie der Engstand der Pflanzen. Dies macht die Gesamtbestände anfällig gegenüber Schädlingen, wobei bislang nur der Befall durch Rostpilze der Gattung Melampsora sowie durch Pappelblattkäfer (Chrysomela populi) zu stärkeren Ertragseinbußen führte. Gegen Schadinsekten stehen wirkungsvolle Insektizide aus der Land- und Forstwirtschaft zur Verfügung, deren Einsatz bisher jedoch nur in seltenen Einzelfällen erfolgt.
Neben mechanischen Pflanzenschutzverfahren wie der Umzäunung der Stecklinge gegen Wildverbiss werden Herbizide aus dem Getreideanbau gegen Unkräuter während der Etablierungsphase eingesetzt. Für Pflanzenschutzmittelapplikationen auf nichtindizierten Kulturen benötigt man in Deutschland nach § 18 b Pflanzenschutzgesetz eine Ausnahmegenehmigung von den zuständigen Behörden. Diese wird in der Regel problemlos erteilt, da Holzhackschnitzel nicht in die Nahrungskette gelangen.
Unter bestimmten Voraussetzungen ist es notwendig, auf den Herbizideinsatz ganz oder teilweise zu verzichten. Beispielsweise ist das in Wasserschutzzonen oder im Biolandbau der Fall. Dafür bieten sich einige alternative Maßnahmen an: Durch frühzeitige und mehrfache mechanische Pflege und mithilfe von Mulchfolien kann der Bewirtschafter eine zu starke Begleitvegetation verhindern. Mulchfolien reduzieren die Pflegemaßnahmen und bieten den Bäumchen Schutz und deutliche Wuchsvorteile. Weiden als Schnellstarter sind besonders geeignet, da sie im Gegensatz zu Pappeln eher ohne Pflegemaßnahmen auskommen. Gegen Mäuseschäden helfen das Mulchen zwischen den Reihen und Greifvogelstangen auf der Fläche.

### Ernte

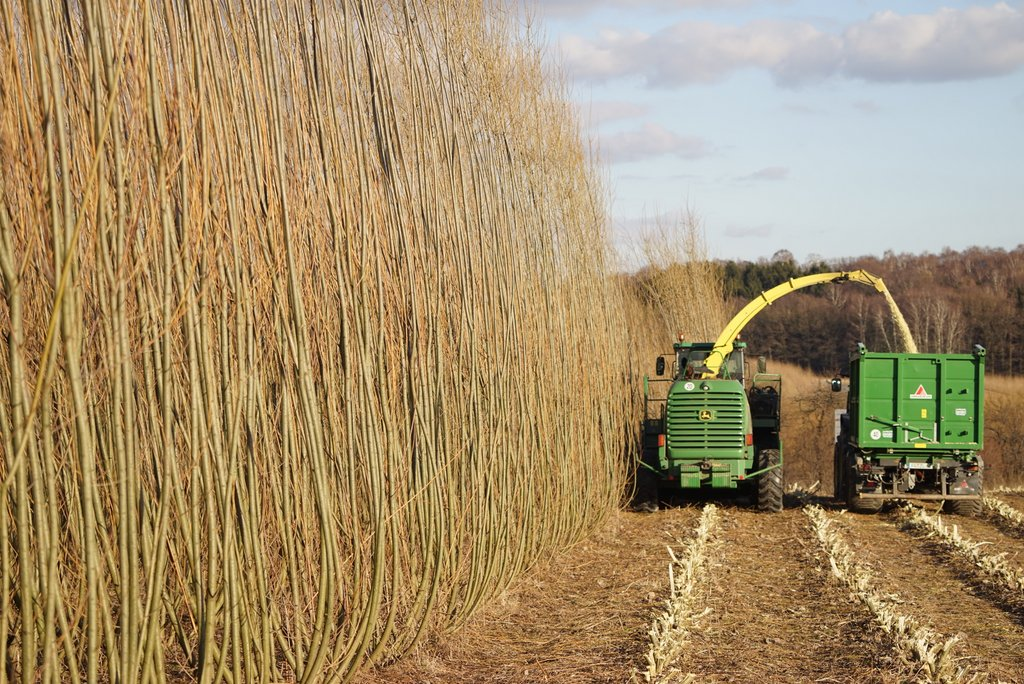
Ernte einer 4 Jahre alten Weidenplantage

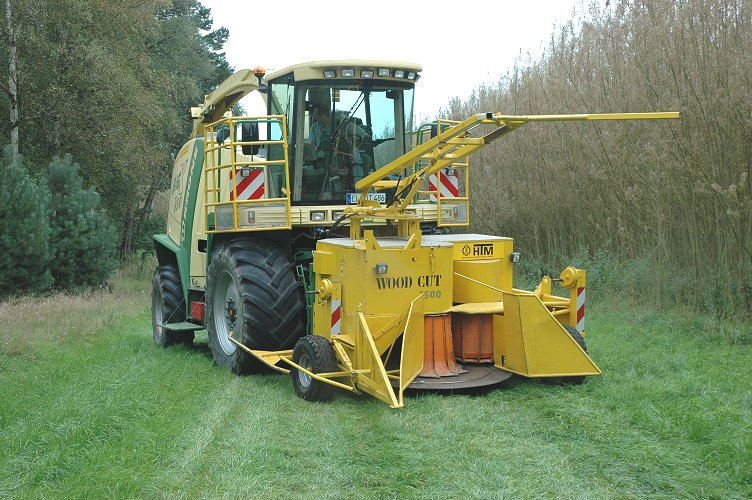
Landwirtschaftlicher Häcksler mit Sonderausstattung für die Ernte von Energieholz

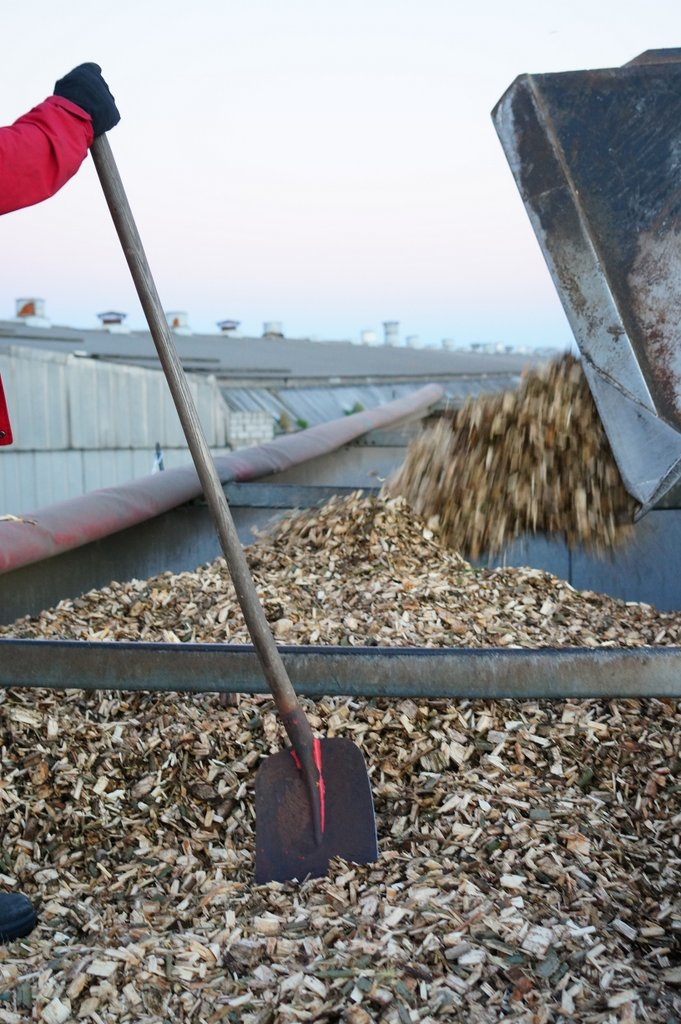
LKW-Verladung von Holz-Hackschnitzeln aus Kurzumtriebsplantagen

Kurzumtriebsplantagen sind Dauerkulturen, die üblicherweise bis zu 20 Jahre mit durchschnittlich 3 bis 6 Ernterotationen genutzt werden können. Die Ernte erfolgt im mehrjährigen Umtrieb, der Bestand hat zur Erntezeit eine Höhe von 6 bis 8 Metern erreicht. Die Erträge bei Balsampappeln liegen dabei zwischen 10 und 15 Tonnen pro Hektar und Jahr, bei Weiden bei 5 bis 10 Tonnen pro Hektar und Jahr. Der Erntezeitpunkt liegt optimal im Winter nach dem Blattabfall, da hierdurch ein großer Teil der Nährstoffe auf den Feldern verbleiben kann. Als Erntemaschinen werden bei kurzen Umtriebszeiten meist hochmotorisierte, selbstfahrende Feldhäcksler mit Schwachholzeinzug verwendet, daneben auch Anbaumähhacker. Holzvollernter (Harvester) und Bündler aus der Forsttechnik können auch bei ertragreicheren Kulturen sowie bei längeren Umtriebszeiten eingesetzt werden. Wichtig ist es, den Boden nicht zu stark zu verdichten, damit die Bäume in einem gut durchlüfteten Boden stehen können.
Frische Hackschnitzel haben in der Regel einen Wassergehalt von 50–60 % und müssen zur Verwendung vorgetrocknet werden. Dies geschieht bei Lagerung der Schnitzel im Freien oder in Pressballen. Zur Verfeuerung in kleineren und mittleren Anlagen sollten sie einen Wassergehalt von maximal 30 % haben. Wichtig ist ein grobes Hacken des Holzes, da feine Hackschnitzel schlecht lagerfähig sind. Die Hackschnitzel können als Mieten gelagert und nach Bedarf verbrannt, vergast oder zu Pellets verarbeitet werden. Kurzumtriebsplantagen treiben nach der Ernte wieder aus. Je nach Nährstoffversorgung des Bodens kann nach der Ernte eine Düngung von 50–70 kg Stickstoff/ha sinnvoll sein, in der Regel ist jedoch keine Düngung notwendig, da über das Holz kaum Nährstoffe von der Fläche entzogen werden.

## Wirtschaftlichkeit

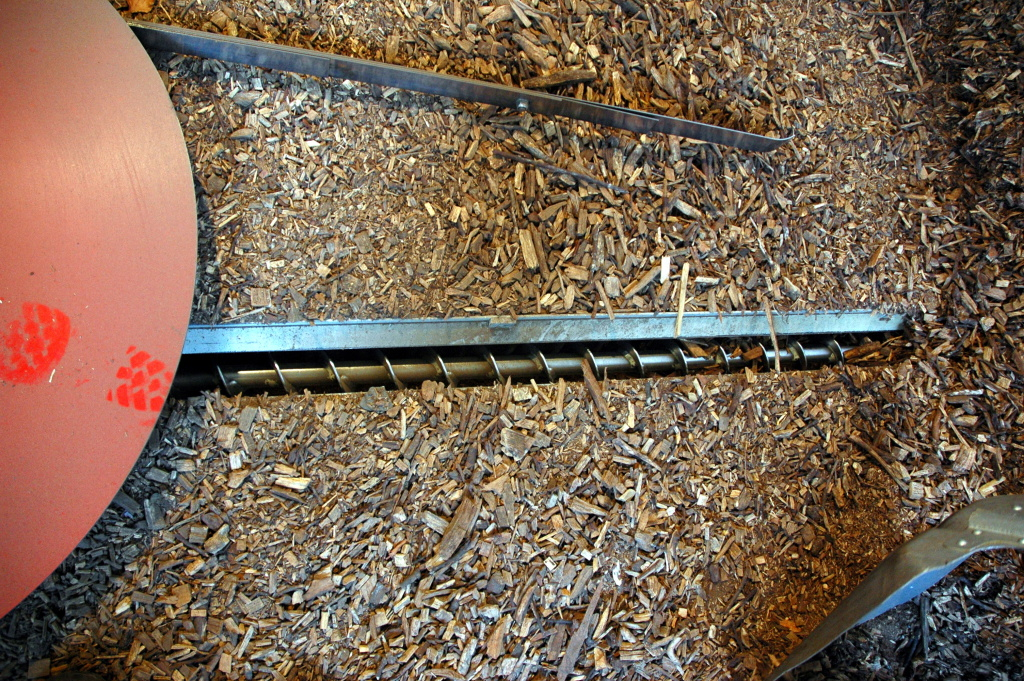
Schnecke einer Holzhackschnitzelheizung

Gegenüber etablierten einjährigen Ackerkulturen erfordern KUP relativ hohe Investitionen bei Bestandsbegründung sowie einen verhältnismäßig langen Produktionszeitraum und erzeugen unregelmäßige Zahlungsströme. Gleichzeitig fallen nach einer erfolgreichen Etablierung keine nennenswerten weiteren Kosten für die Bewirtschaftung der Plantagen, abgesehen von den Erntekosten, an. Schließlich müssen am Ende der Nutzungsdauer auch die Kosten der Rückwandlung der Fläche für eine ackerbauliche Nutzung (Entfernung der Wurzelstöcke) kalkuliert werden. KUP bedeuten daher ein größeres unternehmerisches Risiko als bei einjährigen Kulturen; ein Anbau erscheint nur bei festen Abnahmeverträgen mit verbindlichen Preisen ökonomisch sinnvoll.
Um die Wirtschaftlichkeit von KUP mit der von einjährigen Kulturen zu vergleichen, empfiehlt sich, statt des Deckungsbeitrags die dynamische Investitionsrechnung heranzuziehen; so können die unregelmäßigen Zahlungsströme in eine jährlich konstante Annuität übergeführt werden. Die errechnete Annuität kann direkt mit dem Deckungsbeitrag einjähriger Kulturen verglichen werden. Nach verschiedenen Studien kann die Annuität von Pappeln und Weiden unter günstigen Bedingungen bei rund 250 bis 500 € je Hektar und Jahr liegen, bei unvorteilhaften Rahmenbedingungen jedoch auch negativ ausfallen. Je höher die Anzahl der Rotationen ist, bei einer Rotationsdauer von drei bis vier Jahren, desto eher werden positive Annuitäten erzielt.
Eine von der Universität Halle-Wittenberg, anhand von aktuellen Literatur- und Praxisdaten im Jahr 2014 veröffentlichte Wirtschaftlichkeitsanalyse des Anbaus schnellwachsender Baumarten in Kurzumtriebsplantagen zeigt, dass dieser derzeit für sich betrachtet in der Mehrzahl der Fälle wirtschaftlich ist, und ab einem durchschnittlichen Ertragsniveau von 11 bis 12 Tonnen absolute Trockenmasse je Hektar und Jahr durchaus mit landwirtschaftlichen Fruchtfolgen konkurrieren kann.
Verglichen mit den durchschnittlichen Erträgen und Preisen einer für Mittelsachsen standorttypischen Fruchtfolge (Winterraps – Winterweizen – Winterweizen – Wintergerste) der Jahre 2006 bis 2010 erwirtschaftet ein Landwirt mit dem Energieholzanbau einen um 45 Euro pro ha höheren durchschnittlichen Gewinn.
Zusätzliche wirtschaftliche Vorteile können sich durch die Aktivierung von Kurzumtriebsplantagen als „ökologische Vorrangflächen“ bieten.
Die Gesamtkosten zur Etablierung einer Kurzumtriebsplantage liegen bei etwa 2.000 bis 3.000 Euro pro Hektar. Die erste Ernte von Pappel- und Weidenplantagen bringt in der Regel deutlich geringere Erträge ein als in den Folgejahren. Ab der 2. Ernte liegen die jährlichen Zuwachsraten i. d. R. um mindestens 50 % höher im Vergleich zur 1. Ernte. Um die spezifischen Erntekosten niedrig zu halten, empfiehlt es sich, mit der ersten Ernte einer Kurzumtriebsplantage solange zu warten bis ein Gesamterntemenge von mindestens 25–30 t Trockenmasse pro ha zu erwarten ist. Dabei ist jedoch darauf zu achten, dass die Stammdicke der Bäume nicht die Möglichkeiten der eingesetzten Erntetechnik übersteigt.
Im Wärmemarkt werden Holzhackschnitzel-Feuerungen wegen der stark gestiegenen Preise für fossile Energieträger auch bei höheren Investitionskosten für die Verbrennungs- und Beschickungstechnik wirtschaftlich. Der durchschnittliche Energiegehalt beträgt zwischen 15,5 und 18,5 MJ/kg, bei der Ernte und Zerkleinerung werden etwa 0,06 MJ/kg verbraucht, wodurch die Energiebilanz sehr gut ist. Zu beachten ist dabei allerdings, dass schnellwachsende Pflanzen auch einen geringeren spezifischen Energiegehalt besitzen, sodass das zu verarbeitende Volumen der Rohstoffe stark ansteigt. Beispielsweise liefert ein Raummeter Brennholz aus Eiche ca. 1890 kWh, schnellwachsende Pappel nur 1110 kWh. Im Heizwert wird dies nicht deutlich, da er sich auf die Masse und nicht auf das Volumen bezieht.

## Rechtliches

### Deutschland
Seit der Novellierung des Bundeswaldgesetzes (BWaldG) 2010 ist eindeutig geklärt, dass Kurzumtriebsplantagen nicht zum Wald gehören. Zuvor war umstritten, ob die Anlage von Kurzumtriebsplantagen dem Forstrecht unterliegt oder nicht.
Kurzumtriebsplantagen (amtliche Bezeichnung: Niederwald mit Kurzumtrieb) werden als landwirtschaftliche Dauerkulturen eingestuft, sofern die Umtriebszeit nicht länger als 20 Jahre beträgt; d. h. innerhalb von 20 Jahren muss mindestens eine Ernte stattfinden. Die Gesamtbewirtschaftungsdauer von Energieholzplantagen ist nicht reglementiert. Die Flächen sind nach EG-Verordnung 1120/2009 beihilfefähig.
Die EG-Verordnung 1120/2009 trägt den Nationalstaaten die Erstellung einer Liste zulässiger Gehölzarten auf. In Deutschland wurden Weiden, Pappeln, Robinien, Birken, Erlen, die Gemeine Esche sowie Stiel-, Trauben- und Roteiche zugelassen.
Kurzumtriebsplantagen werden im Rahmen des sogenannten Greenings als ökologische Vorrangfläche anerkannt und ab 2015 mit dem Faktor 0,3 gewichtet. Daraus können Kurzumtriebsplantagen auf betrieblicher Ebene ggf. weitere wirtschaftliche Vorteile zugerechnet werden. Allerdings dürfen auf ökologischen Vorrangflächen mit „Niederwald mit Kurzumtrieb“ keine mineralischen Düngemittel und keine Pflanzenschutzmittel verwendet werden.
Besondere Gunsträume für einen Anbau von Weiden im Kurzumtrieb finden sich vor allem in Niederungsgebieten, Flussniederungen und den Urstromtälern des Norddeutschen Tieflands. Diese Landschaftselemente zeichnen sich durch eine häufig hohe Wasserverfügbarkeit aus, welche das Pflanzenwachstum positiv beeinflusst (Karten und Auswertungen finden sich hierzu in der Quelle).

### Österreich
In Österreich werden Umnutzungen und Neubepflanzungen von den jeweiligen Bezirkshauptmannschaften genehmigt. Die Entscheidung folgt der Bewirtschaftungsrichtlinie im Kulturflächenschutzgesetz. Zudem sind die Europäische Verordnung 1586/97, das Österreichische Forstgesetz, das Düngemittelgesetz und das Wasserrechtsgesetz zu beachten. Prinzipiell ist der Anbau von Kurzumtriebsplantagen sowohl auf Acker- wie auch auf Stilllegungsflächen möglich; beachtet werden muss ein Mindestabstand zu benachbarten Kulturen zwischen drei und zehn Metern, um Schäden an den Nachbarfeldern durch Durchwurzelung und Beschattung zu vermeiden.

## Kurzumtriebsplantagen auf devastierten und auf städtischen Flächen
Der weltweite Preisanstieg bei Nahrungsmitteln in den Jahren 2007 und 2008 hat zu einer Diskussion geführt, ob und inwieweit die Herstellung nachwachsender Rohstoffe zur Energieproduktion diesem Anstieg Vorschub geleistet hat. Auch aus diesem Grund wurden Pilotprojekte zur Anlage von Kurzumtriebsplantagen auf Flächen begonnen, die nicht in Konkurrenz zur Nahrungsmittelproduktion stehen. Hierbei sind Versuche in devastierten Gebieten vormaliger Tagebaue und auf innerstädtischen Flächen hervorzuheben. Letztere wurden 2007/2008 von der Stadtwirtschaft Halle auf Flächen begonnen, die vormals mit Wohngebäuden bebaut waren, die im Rahmen des sog. „Stadtumbaus Ost“ in Halle (Saale) abgerissen wurden.

## Klimaschutzwirkung

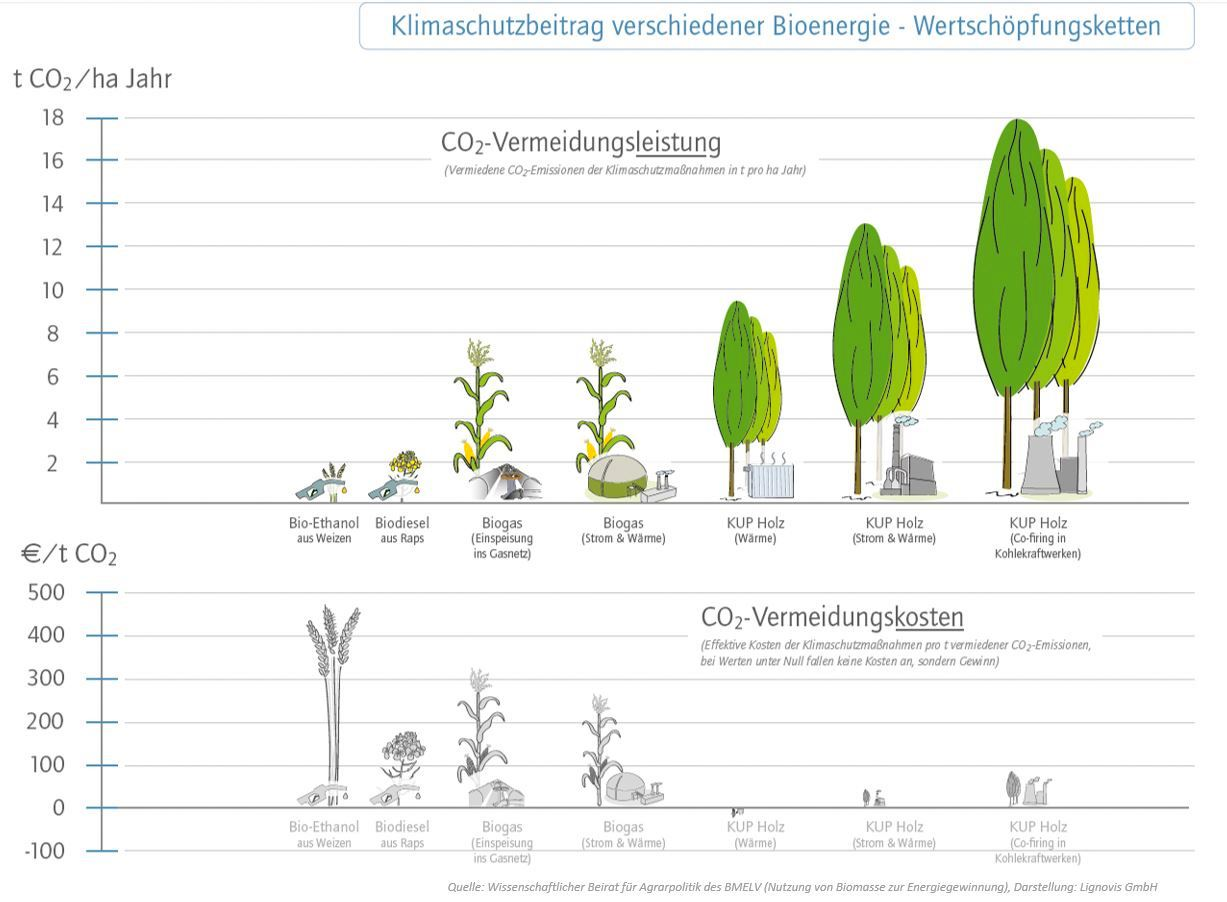
Klimaschutzleistung und CO_{2}-Vermeidungskosten von verschiedenen Bioenergiewertschöpfungsketten

Auf Kurzumtriebsplantagen basierende Bioenergie-Wertschöpfungsketten zur Strom-, Wärme- und Kraftstoffproduktion ermöglichen eine wesentlich höhere CO2-Vermeidung gegenüber traditionellen Bioenergieverfahren. Dies ist durch die extensive Bewirtschaftung bedingt, die dazu führt, dass der Energieinput in Form von Dünge- und Pflanzenschutzmitteln bzw. Maschineneinsatz äußerst gering ist. Auch die CO2-Vermeidungskosten betragen nur einen Bruchteil, im Vergleich zu Biokraftstoffen aus Raps und Getreide oder Biogas aus Maissilage.
Der Wissenschaftliche Beirat Agrarpolitik beim Landwirtschaftsministerium schreibt in der Studie: Nutzung von Biomasse zur Energiegewinnung
– Empfehlungen an die Politik: „Die Politik könnte (…) durch einen Kurswechsel in der Förderung erreichen (mehr Biogas auf Güllebasis sowie Strom und Wärme auf Basis von Hackschnitzeln aus KUP), dass bei gleichbleibendem Einsatz von Ressourcen und Flächen der Beitrag der Bioenergie zum Klimaschutz mehr als verdreifacht würde.“
Darüber hinaus bieten Kurzumtriebsplantagen die Möglichkeit Ackerstandorte zu bewirtschaften, die einen besonders hohen Dränagebedarf aufweisen. Bei Verwendung von Weiden- und Pappel-Klonen kann deshalb auf eine übermäßige Dränung dieser Flächen verzichtet werden, was sich deutlich positiv auf ihre CO2-Bilanz auswirkt. Werden in diesen Zusammenhang besonders feuchte Standorte genutzt, kann auch eine mögliche negative Beeinflussung des lokalen Wasserhaushaltes und damit sensitiver Ökosysteme vermieden werden.

## Einfluss auf Biodiversität
Bei der Bewertung des Einflusses von Kurzumtriebsplantagen auf die Biodiversität ist entscheidend, von welchem Referenzsystem ausgegangen wird. Die meisten Studien kommen zu dem Ergebnis, dass der Kurzumtrieb gegenüber intensiver ackerbaulicher Nutzung positiv auf die (pflanzliche) Biodiversität wirkt, aber im Vergleich zu naturnahem Wald eine geringe Biodiversität aufweist. Bei dieser Bewertung ist zu beachten, dass die Umwandlung von Wald in Kurzumtriebsplantagen streng untersagt ist und sich der Anbau ausschließlich auf landwirtschaftliche Ackerflächen konzentriert. Der NABU stellt fest, dass die Anlage von KUP in Ackerbauregionen zur Strukturierung der Landschaft und zur Schaffung von Lebensräumen und Trittsteinen für Pflanzenarten beiträgt. Für einen Vergleich gegenüber der Grünlandnutzung fehlten bisher noch belastbare Untersuchungen. Für die Biodiversität in Bezug auf Tierarten hätten KUP dagegen keine große Bedeutung, da gefährdete Arten in intensiv genutzten Regionen wenig bis gar nicht vorhanden seien. KUP brächten jedoch tierökologische Vorteile, da Tiere gegenüber einjährigen Ackerkulturen von einer längeren Bodenruhe, geringerem Dünge- und Pflanzenschutzmitteleinsatz und insgesamt weniger Störungen profitierten.